# 안록산

안록산(중국어 정체자: 安祿山, 간체자: 安禄山, 병음: Ān Lùshān, 703년 ~ 757년 1월 30일)은 당나라의 무장으로 안사의 난을 일으켰다.

## 가계와 배경
아버지가 이란계 소그드인, 어머니가 돌궐족이다. 안(安)이라는 성은 소그디아나의 부카라(지금의 우즈베키스탄)를 가리키는 중국식 이름에서 유래한 것이다. 아명(兒名)은 안녹사(安綠絲)이며 녹산(祿山)이라는 이름은 빛을 의미하는 이란어 로우샨(rowshan)을 중국식으로 표기한 것이다. (알렉산더라는 이름의 한자 표현이라는 설도 존재.) 그의 부족 지도자인 카파간 카간이 716년에 죽게 되자, 일족들은 혼란을 피하여 중국으로 망명했다.

## 일생
영주에서 호시아랑을 맡았는데 6개 국어를 능통하였다. 30대에는 장수규를 섬겨서 무관으로 두각을 나타냈다. 742년에는 평로절도사가 되었다. 변경 방비를 잘 맡아서 현종의 신임을 얻었다. 744년에는 범양절도사, 751년에는 하동절도사로 부임하면서 군사 병력 가운데 3분의 1을 장악했다. 안록산은 나라 이름을 연(燕)으로 정하고 황제를 칭하였다. 안록산이 사망한 이후에도 안경서가 연나라의 황제를 자처하면서 당나라와 대립하였다.

## 안사의 난
양국충은 안녹산이 반란을 일으킨다는 조짐을 보이자, 현종에게 안녹산이 모반을 꾀한다고 전했다. 하지만 안녹산은 이에 대한 반기로 15만의 병력을 이끌고 중원으로 쳐들어갔다. 뤄양에 들어가 대연 황제라 칭했다. 이것이 '안사의 난'의 시초로 장안까지 점령했지만, 아들 경서의 손에 죽었다. 이 난은 사사명이 이어받았는데, 9년 후에야 겨우 평정되었다. 이 난으로 당나라는 힘이 점점 약해져 멸망의 원인이 되었다.

## 출신
중국에서는 우즈베키스탄의 사마르칸드(Samarkand)와 부하라(Bukhara) 주위에 있던 소그디안(Sogdian)왕국을 안식국으로 불렀는데, 그 안에는 강국(康國)과 안국(安國)이 나위어 있었다. 이 지역에는 위구르족, 회족, 페르시아인, 소그드인, 돌궐족, 창족, 기타 서양인 등등 다양한 사람들이 살았는데, 그들이 중국에 이주하여 지역명을 따라 안, 강으로 득성하였다. 이들은 혈연 관계는 모두 다르며 중국 안에서의 득성 시기도 차이가 있다.
안록산의 성씨에 관한 자료들은 안(安)과 강(康)으로 서로 헷갈린다. 이유는 강, 또는 안, 어느 쪽이던 안록산이 소그디안이지만 안록산의 친부가 강(康)씨이고 양부는 안연언이기 때문에 생기는 다른 차이에서 기인했다. 중국 문헌의 공식 서술도 안연언은 안씨, 안록산은 친부는 강씨로 되어 있다. 본래 성이 강이므로 여러 가지 억측이 있기도 하였다.
일반적으로 기원전 후에 한나라가 서역과 교역하면서 우즈베키스탄 출신이므로 중국 안에서 안, 강으로 득성하였다고 알려 졌지만, 실제로는 주나라 무렵에도 서역 주변에 사람들이 민족이나 지역 명을 하는 경우가 있어 왔다. 후한 때 안국 출신 안세고는 안연언과 같은 지역 출신이지만 생몰 년도 다르고, 중국 한성 득성 시기도 다르다. 안연언도 안록산의 친부는 아니다. 서역인이 왕조를 세운 후당의 황제 이종후(李從厚), 군의 대권을 잡았던 인물로 안중회(安重誨), 주홍소(朱弘昭)라는 인물이 있었는데 이들은 모두 서역인 출신으로 후당이 건국하기 전에는 돌궐식 성을 사용하였다.
중국 고대에도 안씨가 있는데 초나라 전욱에서 나온 계통이 있다고 한다. 또한 베트남을 안남으로 불러서 베트남 출신들이 안씨 성을 사용했다고 한다. 그리고 기타 중국 남방 해안 지역에서도 안씨가 있다고 하는데 연원은 명확치 않다.

## 가족 관계
- 계부: 안연언
- 계모: 양귀비
- 친부: 잘알 수 없음(또는 강씨)
- 친모: 돌궐족
- 아들: 총 6명
  - 안경종 (安慶宗)
  - 안경서 (安慶緒)
  - 안경장 (安慶長)
  - 안경화 (安慶和)
  - 안경은 (安慶恩)
  - 안??(6번째 아들 이름은 전하지 않는다.)
- 딸: 총 1명
  - 안비 안씨 (安妃 安氏)

## 같이 보기
- 사사명
- 사조의
- 양귀비
- 양국충
- 당 현종
- 안사의 난